# Noir destin que le mien
Noir destin que le mien est le titre d'un roman de Jean Leloup publié en octobre 2005 sous le nom de Massoud Al-Rachid, l'un de ses nombreux pseudonymes.
Ce premier roman est le récit autobiographique d'un certain Massoud al-Rachid. Se trouvant plus beau qu'un ambassadeur dans son nouveau complet (titre original du roman), ce dernier délaisse le confort d'une vie douillette et part à la quête de soi-même. 
Ressemblant à un road-movie philosophique, le roman se déroule en deux parties, dix chapitres et une "complainte finale", dans un style extrêmement recherché, oscillant perpétuellement entre la prose des explorateurs du XVIIIe siècle et les assertions d'un XXIe siècle sans tabou.
Noir destin que le mien est également le titre du court métrage de Jean Leloup et Thomas Bégin basé sur le même personnage. Il a été présenté pour la première fois en octobre 2004 au Festival du nouveau cinéma à Montréal. Le film est présenté en épisodes sur le site de Jean Leclerc depuis septembre 2006.